# Agmat
Agmat (en árabe: أغمات‎, romanizado: Aġmāt) fue una importante ciudad medieval bereber en el sur de Marruecos, que es hoy un sitio arqueológico conocido como "Joumâa Aghmat". Se encuentra a unos 30 km al este de Marrakech en la carretera de Ourika. La inicial "A" del nombre puede no vocalizarse, y el nombre a veces puede ser escrito "Ghmat" o incluso "Rhmate" (tal como aparece en la Guía Michelín).
Según una leyenda bereber, Agmat estaba poblada por bereberes cristianos, cuando fue conquistada por los árabes musulmanes del norte de África al mando de Uqba ibn Nafi en 683. Sin embargo, esta leyenda para muchos historiadores carece de credibilidad. Está directamente en contradicción con uno de los primeros historiadores persas, al-Baladhuri, quien afirma que Musa ibn Nusair conquistó Sous y erigió la mezquita de Aghmat.

## Historia

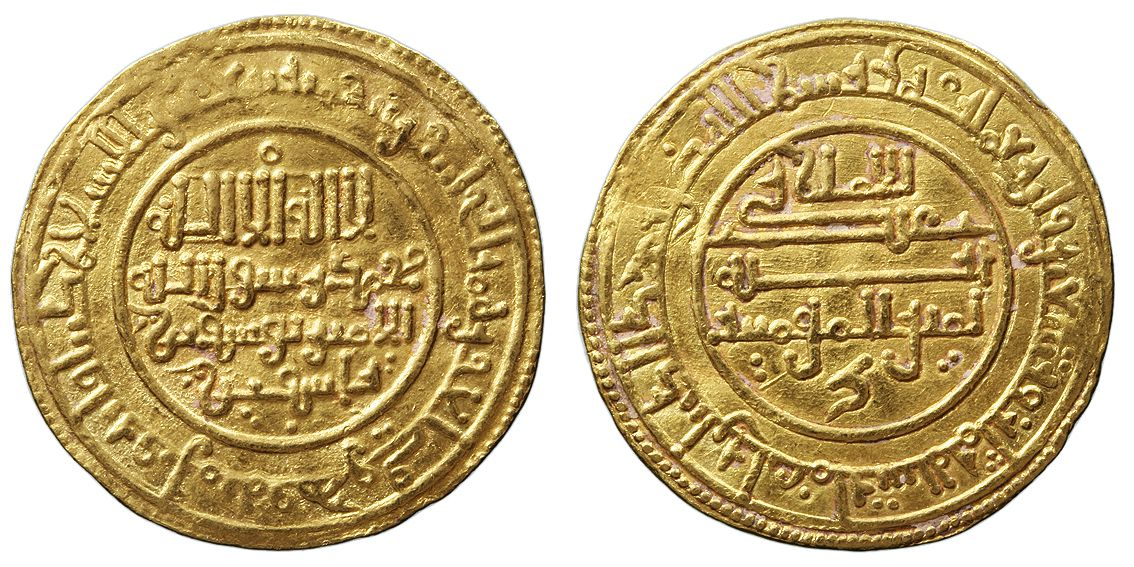
Dinar acuñado en Agmat por el rey almorávide Yúsuf ibn Tašufín

Al-Bakri, describió Agmat en el siglo XI, víspera de la subida al poder almorávide, como una ciudad floreciente donde 100 bovinos y unos 1000 ovinos eran sacrificados para la venta en el zoco del domingo. Los habitantes elegían a su propio líder. En rigor hay dos Aghmat: el centro comercial y político era conocido como "Aġmat Wurīka", y a 8 millas usaba el puerto marítimo de Souira Guedima en la costa oeste del Atlántico en un viaje que duraba tres días.
Después de la muerte de Idrís II en 828, Marruecos se dividió entre sus hijos. Agmat se convirtió en la capital de la región de Sus con el príncipe idrisí Abd Allah. Cuando los almorávides invadieron la zona desde el desierto del Sáhara bajo la dirección del líder espiritual Abdalá Ben Yasin, Agmat fue defendida por Laqūt, líder de la tribu Magrawa. Laqūt fue derrotado y el ejército almorávide entró en la ciudad el 27 de junio de 1058. Uno de los más ricos de los ciudadanos de Agmat era la viuda de Laqūt, Záynab an-Nafzawíyyat, que se casó con el líder almorávide Abu Bakr Ibn Umar y puso su considerable fortuna a su disposición. Después de que Abu Bakr regresase al desierto del Sáhara en 1071, casó Záynab con su sucesor, Yúsuf ibn Tasufín.
En 1068/1069, la población de la ciudad había crecido considerablemente, y Abu Bakr decidió construir una nueva capital. Fundó Marrakech en 1070, después de lo cual Agmat disminuyó su población. Los almorávides continuaron utilizando la ciudad como un remanso útil para los exiliados, entre los que se encontraba al-Mu'támid, que llegó a gobernar la taifa de Sevilla y la de Córdoba y fue un destacado poeta de al-Ándalus. Su tumba sigue siendo lugar de peregrinación aún en la actualidad.
En 1126, 1127 y nuevamente en 1130, la ciudad vivió una serie de batallas entre el sultán almorávide Alí ibn Yúsuf y el ejército almohade encabezado por Ibn Túmart y Abd al-Mumin. A raíz de una desbandada general de las fuerzas almorávides en todo Marruecos y Argelia, Abd al-Mumin tomó Agmat sin necesidad de combatir.

### Historia moderna

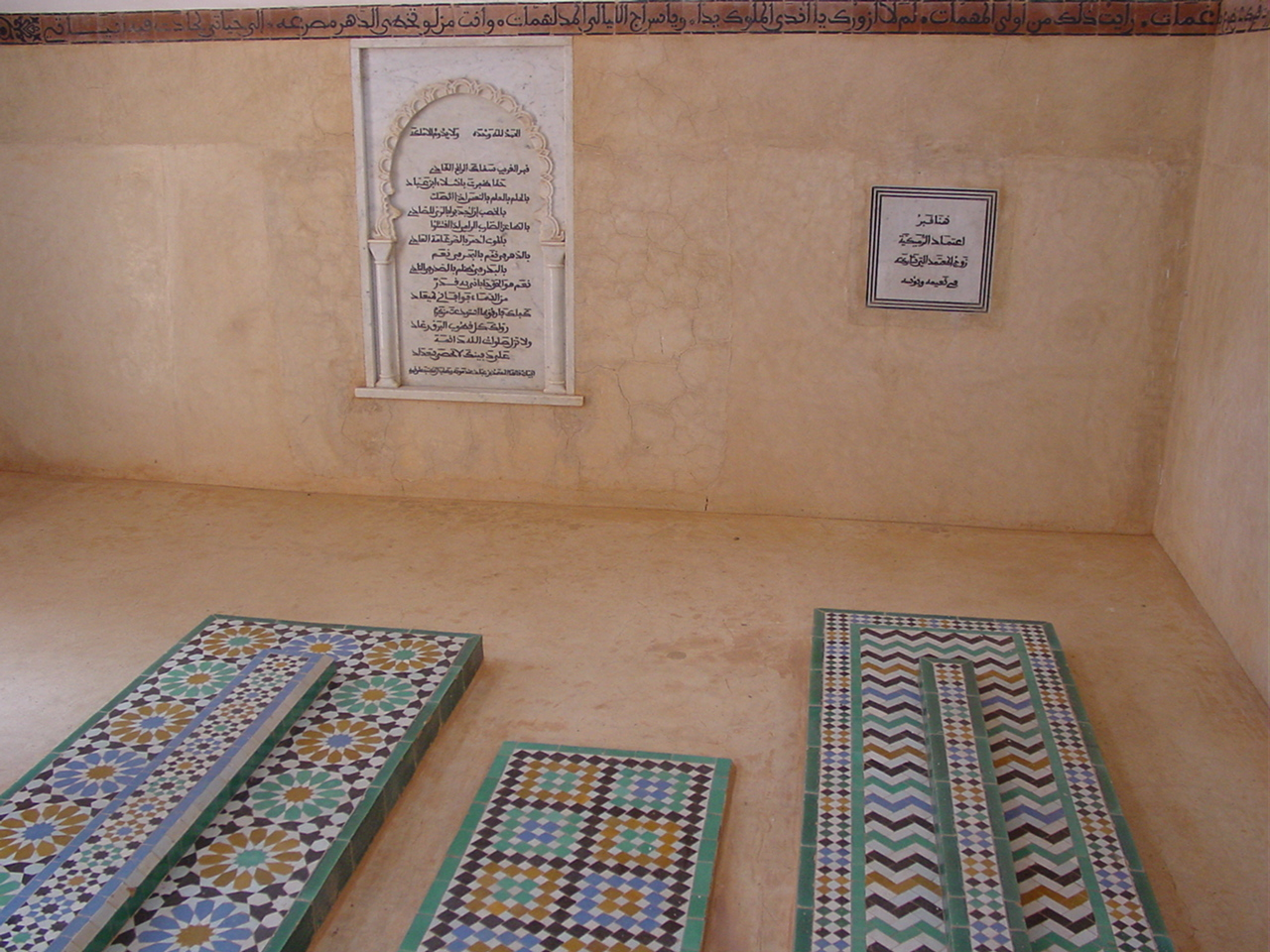
Tumbas de al-Mu‘tamid (a la izquierda), I‘timad (a la derecha) y el hijo de ambos (centro) en el sitio arqueológico de Agmat (Marruecos).

El francés A. Beaumier, escribió en 1860 que la ciudad todavía tenía una población de 5500 habitantes, de los cuales 1000 eran judíos. El 18 de noviembre de 1950, durante la ocupación francesa de Marruecos, un grupo de nacionalistas marroquíes relacionados con el partido Istiqlal realizaron una manifestación ante la tumba de al-Mu'támid; fue reprimida brutalmente por la policía actuando bajo las órdenes de Boujane, el cadí de la tribu local Mesfioua. Se terminó convirtiendo en un punto muy conflictivo entre las acciones del cadí local, el poderoso Pasha de Marrakech Thami El Glaoui, y el rey de Marruecos Mohámed V, que finalmente fue derrocado.
Blas Infante líder del andalucismo político peregrinó a la ciudad en 1924 para visitar la tumba de Motamid último rey de la Taifa de Sevilla. Un espacio donde hoy la  Junta de Andalucía  ha construido un mausoleo al que visitan numerosos visitantes.
Las ruinas arqueológicas visibles en la actualidad consisten en parte de las murallas de la ciudad, los baños turcos, partes de algunas casas y canales de riego. La tumba de al-Mu'támid es un mausoleo erigido en 1970, con una cúpula de estilo almorávide.